# 대구 동화사 부도군
대구 동화사 부도군(大邱 桐華寺 浮屠群)은 대한민국 대구광역시 동화사 뒷쪽에 위치한 10기의 조선 시대 부도(浮屠)이다. 1986년 12월 5일에 대구광역시 유형문화재 12호로 지정되었다.

## 개요
동화사 뒷편으로는 산 중턱에서 기슭에 이르기까지 부도밭이 펼쳐져 있는데, 모두 10기에 이르는 부도들이 일정한 간격을 두어 자리잡고 있다. 모두 이 절에서 수행한 역대 승려들의 사리를 모시고 있다. 대부분의 부도들이 둥글거나 네모난 돌기단 위로, 아래위가 잘린 계란모양의 탑몸돌을 올리고 지붕돌을 얹은 모습이다. 기단에 연꽃무늬 새김외에 거의 장식을 하지 않았으며, 탑 몸돌에 승려의 이름을 새겨두긴 하였으나 그 행적을 기록한 것은 드물다. 주로 17∼19세기초 사이에 세운 것들로, 조선시대 후기의 전형적인 부도양식을 잘 보여준다.

## 세부 내역
10기 부도의 내역은 아래와 같다.
| 연번    | 사진 | 이름              | 모양 |
| ------- | ---- | ----------------- | --- |
| 12-1호  |      | 성암당 해정대사탑 | 조선 헌종 5년(1839)에 세운 것으로, 네모난 바닥돌과 기단(基壇) 위로 종모양의 탑신(塔身)을 올린 모습이다.                               |
| 12-2호  |      | 제월당 대사탑     | 네모난 바닥돌 위로, 둥근 기단을 마련하고, 타원형의 탑몸돌 위로 4각 지붕돌을 얹은 모습이다.                                            |
| 12-3호  |      | 기성당 대사탑     | 영조 40년(1764)에 세운 것으로, 연꽃을 조각한 기단 위에 타원형의 탑몸돌과 4각의 지붕돌을 올린 모습이다.                                |
| 12-4호  |      | 성임당축존대사탑  | 숙종 26년(1700)에 세운 탑이다. 바위를 바닥돌로 삼고, 둥근 기단을 올린 후 종모양의 탑신을 쌓았다.                                      |
| 12-5호  |      | 고운당 부도       | 숙종 2년(1676)에 만든 것으로, 4각의 바닥돌과 둥근 기단 위에 위가 뭉툭하게 잘린 종모양의 탑몸돌이 놓여 있다.                           |
| 12-6호  |      | 함우당 부도       | 숙종 46년(1720)에 세운 탑이다. 바닥돌과 기단에는 큼직한 연꽃무늬를 두르고, 8각의 지붕돌에는 밑면에 5단의 받침을 두었다.               |
| 12-7호  |      | (미상)            | 세운 시기는 알 수 없다. 4각의 바닥돌 위에 꽃무늬를 새긴 둥근 기단을 두고, 타원형의 탑몸돌 위로 4각의 지붕돌을 얹은 모습이다.          |
| 12-8호  |      | 상봉 정원대사탑   | 숙종 35년(1709)에 세운 것으로, 큼직한 연꽃을 새긴 기단 위로 둥근 탑몸돌과 4각의 지붕돌을 올려 놓았다.                                 |
| 12-9호  |      | 계영당 극린대사탑 | 숙종 18년(1692)에 세웠다. 기단의 가운데돌에 특이한 무늬가 있으며, 8각의 지붕돌은 여덟 귀퉁이가 위로 들려 있다. 머리장식은 파손되었다. |
| 12-10호 |      | 고한당 부도       | 세운 연대는 알 수 없다. 4각의 바닥돌 위로 8각의 기단을 두고, 타원형의 탑몸돌에 8각의 지붕돌을 올린 모습이다.                          |

## 같이 보기
- 동화사

## 참고 자료
- 대구 동화사 부도군 - 국가유산청 국가유산포털